# باتريسيا كانو
باتريسيا كانو (بالإسبانية: Patricia Cano)‏ هي مغنية بيروفية، ولدت في القرن العشرين.